# History of the World
History of the World est un jeu vidéo de stratégie au tour par tour développé par Colorado Computer Creations et publié par Avalon Hill en 1997 sur PC. Il s’agit d’une adaptation du jeu de société History of the World de Ragnar Brothers. Le jeu se déroule en sept tours, chaque tour correspondant à une époque. Le jeu début en 3000 av. J.-C. et se termine avec la Première Guerre mondiale. Jusqu’à sept joueurs peuvent s’y affronter avec pour objectif de marquer un maximum de points. Au début de chaque tour, les joueurs piochent, chacun à leur tour, un empire, qu’ils peuvent choisir de conserver ou de donner à un autre joueur n’en n’ayant pas encore. Chaque empire est caractérisé par un nombre de points de puissance et un ordre de jeu dans le tour. Le nombre de point de puissance accumulé par les joueurs influence dans les tours suivant l’ordre dans lequel ils piochent un empire. Pour marquer des points lors d’un tour, les joueurs doivent occuper des territoires en y plaçant une armée en en réussissant à vaincre les troupes ennemies qui s’y trouvent. Chaque joueur déploie son armée en partant de sa capitale, puis prenant le contrôle des territoires adjacents. En fonction des territoires contrôlés, il gagne des points à la fin du tour. Outre leurs armées, les joueurs peuvent utiliser des cartes évènements qui peuvent leur procurer un avantage, ou handicaper leurs adversaires,.

## Accueil
| History of the World  |      |       |
| Média                 | Pays | Notes |
| Computer Gaming World | US   | 3.5/5 |
| Cyber Stratège        | FR   | 3.5/5 |
| GameSpot              | US   | 25 %  |
| PC Gamer US           | US   | 55 %  |

Avec moins de 10000 copies vendues en novembre 1998, History of the World est un échec commercial qui contribue à la fermeture d’Avalon Hill.